# Болцанело (Таранто)
Болцанело (итал. Bolzanello) је насеље у Италији у округу Таранто, региону Апулија.
Према процени из 2011. у насељу је живело 127 становника. Насеље се налази на надморској висини од 265 м.